# Beth Storry
Elizabeth Louise Storry dite Beth Storry (née le 24 avril 1978 à Reading (Angleterre)) est une joueuse de hockey sur gazon britannique, membre de l'équipe de Grande-Bretagne de hockey sur gazon féminin. 

## Carrière
Évoluant au poste de gardien de but, elle est sixième des Jeux olympiques d'été de 2008 à Pékin et médaillée de bronze aux Jeux olympiques d'été de 2012 à Londres.
Elle met un terme à sa carrière internationale en février 2013.

## Vie privée
Elle est mariée à la joueuse de hockey néerlandaise Chantal de Bruijn.